# Debora Jille
Debora Jille (Nieuwegein, 11 de septiembre de 1999) es una deportista neerlandesa que compite en bádminton, en la modalidad de dobles.
En los Juegos Europeos de Cracovia 2023 consiguió una medalla de plata en la prueba de dobles. Ganó dos medallas de bronce en el Campeonato Europeo de Bádminton, en los años 2024 y 2025.

## Palmarés internacional
| Juegos Europeos    | Juegos Europeos        | Juegos Europeos   | Juegos Europeos |
| Año                | Lugar                  | Medalla           | Prueba          |
| ------------------ | ---------------------- | ----------------- | --------------- |
| 2023               | Tarnów (Polonia)       | Medalla de plata  | Dobles          |
| Campeonato Europeo |                        |                   |                 |
| Año                | Lugar                  | Medalla           | Prueba          |
| 2024               | Saarbrücken (Alemania) | Medalla de bronce | Dobles          |
| 2025               | Horsens (Dinamarca)    | Medalla de bronce | Dobles          |